# حقوق الإنسان في التبت

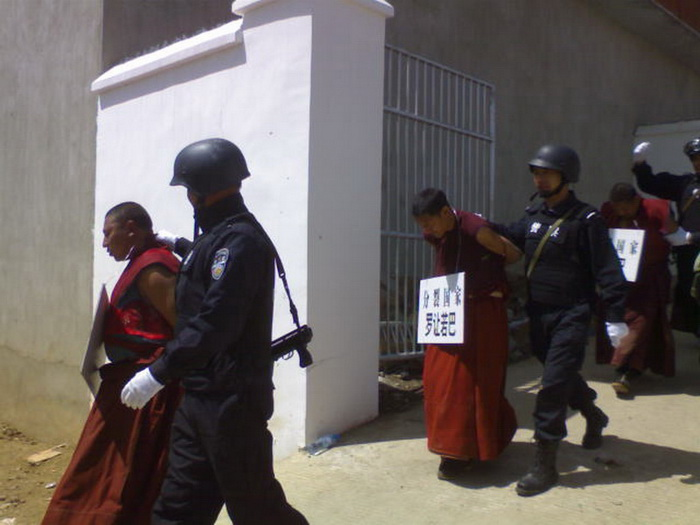
اعتقال بعض الرهبان

تعد حقوق الإنسان في التبت مسألة مثيرة للجدل. على الرغم من أن الولايات المتحدة تحمي حركة استقلال الدالاي لاما وتزودها بالتمويل، غير أن الولايات المتحدة لم تعترف بالتبت على أنها دولة. تتضمن الانتهاكات المؤرخة لحقوق الإنسان تقييد حرية الاعتقاد والإيمان، وحرية التنظيم؛ والاعتقال التعسفي وسوء المعاملة أثناء الاحتجاز بما في ذلك التعذيب؛ والإجهاض والتعقيم القسري. تعد مكانة الدين موضوع انتقاد متكرر، وذلك بشكل أساسي بسبب ارتباطه بالشخصيات الدينية والسياسية مثل نفي الدالاي لاما الرابع عشر. إضافة إلى ذلك، هناك غياب لحرية الصحافة في الصين، بسبب سيطرة القيادة الصينية على وسائل الإعلام في التبت، مما يجعل من الصعب تحديد مدى انتهاكات حقوق الإنسان بدقة.
وفقًا لتقرير منظمة العفو الدولية لعام 1992 (أرقام لم يتم التحقق منها)، فإن المعايير القضائية في الصين لم تكن ترقى «للمعايير الدولية» بما في ذلك منطقة التبت ذاتية الحكم. اتهم التقرير حكومة الحزب الشيوعي الصيني باحتجاز السجناء السياسيين وسجناء الرأي؛ وسوء معاملة المعتقلين بما في ذلك التعذيب والتراخي في مواجهة علاج الأمراض؛ واستخدام عقوبة الإعدام؛ وعمليات الإعدام خارج نطاق القضاء؛ والإجهاض والتعقيم القسري وحتى وأد الرضع. ذكر تقرير رويترز لعام 2020 أن 15% من سكان التبت هم جزء من برنامج عمل جماعي تعتبره مجموعات حقوق الإنسان قسريًا. يقول منتقدو الحزب الشيوعي إن هدفه الرسمي في القضاء على «الشرور الثلاثة المتمثلة بالانفصالية والإرهاب والتطرف الديني» يستخدم كذريعة لانتهاك حقوق الإنسان.
اختلفت حقوق الإنسان في التبت قبل ضمها لجمهورية الصين الشعبية اختلافًا كبيرًا عن تلك التي كانت سائدة في العصر الحديث. قبل عام 1951، كانت تحكم التبت حكومة ثيوقراطية أو قنانة وكان لها تسلسل هرمي اجتماعي شبيه بنظام الطوائف الإثنية.

## حقوق الإنسان في التبت قبل عام 1951

### النظام الاجتماعي
أضفي الطابع الرسمي على التشويه القضائي -بشكل أساسي اقتلاع الأعين، وقطع اليدين أو الأقدام- في إطار مدرسة ساكيا كجزء من القانون التبتي للقرن الثالث عشر، وكان يستخدم هذا التشويه كعقوبة قانونية إلى أن أُعلن أنه غير قانوني في عام 1913 بموجب بيان للدالاي لاما الثالث عشر.
يرى الكاتب والصحفي إسرائيل إبستين، وهو يهودي بولندي، ومواطن صيني متجنس وعضو في الحزب الشيوعي الصيني، أن «المجتمع القديم» في التبت «لم يكن لديه ما يشبه حقوق الإنسان ولو من حد بعيد». ويوضح ذلك قائلًا: «تعزز لقرون بالنسبة للتبتيين الاعتقاد بأن مصير كل فرد يحدده القدر مسبقًا، ويكون ذلك إما مكافأة له على فضائله أو عقوبة على أخطائه في تجسيداته الماضية. لذلك اعتبر من غير المنطقي أن يساعد الأغنياء الفقراء (رغم وجود الشفقة في الوعظ الديني)، ويعد من الكفر والإجرام ألا يتحمل الفقراء العبودية. لم تكن التبت القديمة «شانغري-لا» بالتأكيد.

كتب روبرت دبليو.فورد، واحد من الغربيين القلائل الذين عينتهم حكومة التبت في وقت استقلال التبت، وأمضى خمس سنوات في التبت، منذ عام 1945 حتى عام 1950، قبل أن يعتقله جيش الغزو الصيني. في كتابه الذي حمل عنوان بين العالمين: التقط في التبت:
كان هناك شكل من أشكال العبودية سابق لتطور النظام الإقطاعي ما يزال قائمًا في عدد قليل من المزارع الإقطاعية في التبت القديمة (قبل عام 1959): المزارع الإقطاعية النانغازية (نانغازي تعني «عبد العائلة» في التبتية). وفقًا لعالم الاجتماع الصيني ليو تشونغ، فإن «الاستغلال لم يكن من خلال إيجار الأراضي، إنما من خلال استعباد» لمالك المزرعة. كان العبيد يُمنحون السكن والملابس والطعام مقابل العمل في الأرض، وإن كان بالحد الأدنى. «بعض العبيد كانت ترافقهم عائلاتهم في حين أن البعض الآخر لم تكن ترافقهم». ألغت اللجنة التحضيرية لتأسيس منطقة التبت ذات الحكم الذاتي هذا الشكل المتخلف من أشكال العبودية في التبت الوسطى في عام 1959.
يختلف الأكاديميون حول طبيعة القنانة وإمكانية تطبيقها على المجتمعات الشرقية. كتب عالم التبت ميلفين غولدشتين في عام 1971 أن «التبت تميزت بشكل من أشكال عدم المساواة المؤسسية التي من الممكن أن نطلق عليها اسم القنانة المتفشية». تساءل بعض الأكاديميين من ناحية ثانية حول إمكانية تطبيق المفهوم على التبت، وأحد الأمثلة الحديثة على ذلك هيدي فيلد الذي جادل في عام 2003 أن الإقطاع واستخدام مصطلح «القن» كان مضللًا فيما يتعلق بالنظام الاجتماعي للتبت، ووصفه بدلًا من ذلك بأنه «هرمية اجتماعية تشبه هرمية الطوائف الإثنية».
تؤكد المصادر الصينية الرسمية في النقاش السياسي المتعلق بشرعية حكم الحزب الشيوعي في منطقة التبت ذات الحكم الذاتي، على أن الغزو الشيوعي كان مبررًا بأنه يهدف لإنهاء ممارسات العبودية الإقطاعية والانتهاكات الأخرى المزعومة لحقوق الإنسان تحت حكم الدالاي لاما.
تقول الإدارة المركزية للتبت في المنفى ومؤيدي حركة التبت الحرة إن جهودًا قد بذلت في النصف الأول من القرن العشرين لجلب الحداثة إلى البلاد، ويقولون إن انتهاكات حقوق الإنسان في ظل الحزب الشيوعي سببت معاناةً كبيرة وقمعًا أكبر ضد شعب التبت.